# عبد السلام (اسم)
عبد السلام وهو اسم عربي إسلامي يطلق على الذكور، وهو مبنى على الكلمات العربية عبد والسلام. والسلام هو واحد من أسماء الله الحسنى في القرآن.